# طريق فموي شرجي

الطريق الشَّرْجي الفَمَوي، أو الفموي الشرجي، يصف مسارًا معينًا لانتقال الأمراض، إذ تنتقل مسببات المرض من خلال جزيئات البراز من شخص ما إلى آخر. تشمل الأسباب الرئيسية لانتقال الأمراض البرازية عن طريق الفم على: قلة عدد مرافق الصرف الصحي المناسبة (الأمر الذي يتسبب بممارسة التغوط في العراء)، وسوء ممارسات الصحة العامة. يمكن أن يصاب البشر بالأمراض المنقولة بالتربة أو بالماء، في حال كانت التربة أو المسطحات المائية ملوثةً بمواد برازية. يعتبر تلوث الطعام بالبراز شكلًا آخر من أشكال انتقال البراز عن طريق الفم. يمكن لغسل اليدين بالشكل الصحيح بعد تغيير حفاضات الطفل أو بعد التنظيف الشرجي أن يحول دون انتشار الأمراض المنقولة بالغذاء.
يمكن تلخيص العوامل الشائعة في انتقال الامراض بالطريق الفموي الشرجي على النحو التالي: الأصابع، الذباب، مكان قضاء الحاجة، السوائل، والطعام. تشمل الأمراض التي تنتقل من خلال الطريق الفموي الشرجي، الإسهال والتيفوئيد والكوليرا وشلل الأطفال والتهاب الكبد.

## خلفية

### مخطط إف
وُضعت أسس «المخطط إف» المستخدم اليوم في منشور منظمة الصحة العالمية في عام 1958. أوضح هذا المنشور طرق انتقال العدوى، والحواجز التي تحول دون انتقال الأمراض من بؤر تجمع البراز البشري.
أُجريت، على مر التاريخ، العديد من التعديلات لاشتقاق مخططات إف حديثة، تستخدم هذه المخططات في العديد من المنشورات المتعلقة بالمرافق الصحية. تُعد هذه المنشورات بطريقة توضح مسار انتقال البراز إلى الفم عن طريق الماء واليدين ومفصليات الأرجل والتربة. لتسهيل التذكر، تُستخدم في اللغة الإنجليزية كلمات تبدأ جميعها بالحرف F (Fluids السوائل، Fingers الأصابع، Flies الذباب، Fields أماكن قضاء الحاجة، Food الطعام، Fomites الأسطح المنزلية).
يتوجب أيضًا تضمين البراز الحيواني في مخططات إف بدلًا من التركيز فقط على البراز البشري. تمنع مرافق الصرف الصحي وقواعد النظافة الشخصية -عند تطبيقها بالشكل الصحيح- انتقال العدوى عن طريق اليدين والماء والطعام. يمكن استخدام المخطط إف لإظهار كيفية عمل وسائل وتجهيزات الصرف الصحي المناسبة (لاسيما المراحيض ووسائل النظافة الشخصية وغسل اليدين) كحاجزٍ فعال لوقف انتقال الأمراض بالطريق الفموي الشرجي.

## أمثلة

### الانتقال
قد تكون عملية الانتقال بسيطة جدًا أو قد تنطوي على عدد من الخطوات، تتضمن بعض أمثلة انتقال الأمراض بالطريق الفموي الشرجي ما يلي:
- المياه التي تلامست مع البراز (بسبب تلوث المياه الجوفية من المراحيض ذات الحفر على سبيل المثال)، وعدم معالجتها بشكل صحيح قبل الشرب.
- من خلال مصافحة شخص يده ملوثة بالبراز، أو من خلال تغيير حفاضات الطفل، أو من خلال العمل في الحدائق أو التعامل مع الماشية أو مع الحيوانات الأليفة المنزلية.
- الطعام الذي يُحضر بوجود البراز.
- نواقل الأمراض، كالذباب المنزلي، التي تنشر التلوث انطلاقًا من بقايا البراز التي لم يتم التخلص منها بشكل جيد، كالتغوط في العراء.
- عدم غسل اليدين بطريقة صحيحة، أو عدم غسلهما على الإطلاق، بعد استخدام المرحاض أو بعد التعامل مع البراز (كتغيير الحفاضات).
- عدم تنظيف الأشياء التي لامست (أو كانت على اتصال) مع البراز، أو تنظيفها بطريقة خاطئة.
- الممارسات الجنسية التي قد تنطوي على ملامسة الفم للبراز، كالجنس الشرجي الفموي، أو الولع بالبراز (الكوبروفيليا).
- أكل البراز، عند الأطفال، أو في حالة الإصابة بأحد أنواع الاضطرابات العقلية
- أكل التراب.

### الوقاية
اعتماد نهج الصرف الصحي الشامل الذي تقوده المجتمعات المحلية والهادف إلى تغيير سلوكيات الناس المتعلقة بالتغوط في العراء.
تُستخدم في هذه العمليةِ «العروضُ الحية» للذباب الذي ينتقل من الطعام إلى البراز البشري والعكس. الأمر الذي قد يزيد من حرص القرويين على ممارسة أساسيات النظافة الشخصية.

## الأمراض

### بكتيريا
- ضمة الكوليرا (كوليرا)
- مطثية عسيرة (عدوى الكلوستريديوم العسير)
- شيغيلا (داء الشيغيلات)[4]
- إشريكية قولونية[5]
- عطيفة (بكتيريا)[6]

### فيروسات
- التهاب الكبد الوبائي أ[7]
- التهاب الكبد الوبائي هـ[8]
- فيروس معوي
- نوروفيروس
- فيروسة سنجابية (شلل الأطفال)
- فيروس عجلي[5] – معظمها تسبب التهاب المعدة والأمعاء.

### أوليات
- متحولة حالة للنسج[5] (داء الأميبات)
- جياردية (داء الجيارديات[9])
- خفية الأبواغ (داء خفيات الأبواغ)
- مقوسة غوندية[6] (داء المقوسات)

### ديدان
- ديدان شريطية[5]
- داء الأسكارس وداء الديدان الطفيلية المنقولة بالتربة